# Mario Kart Wii

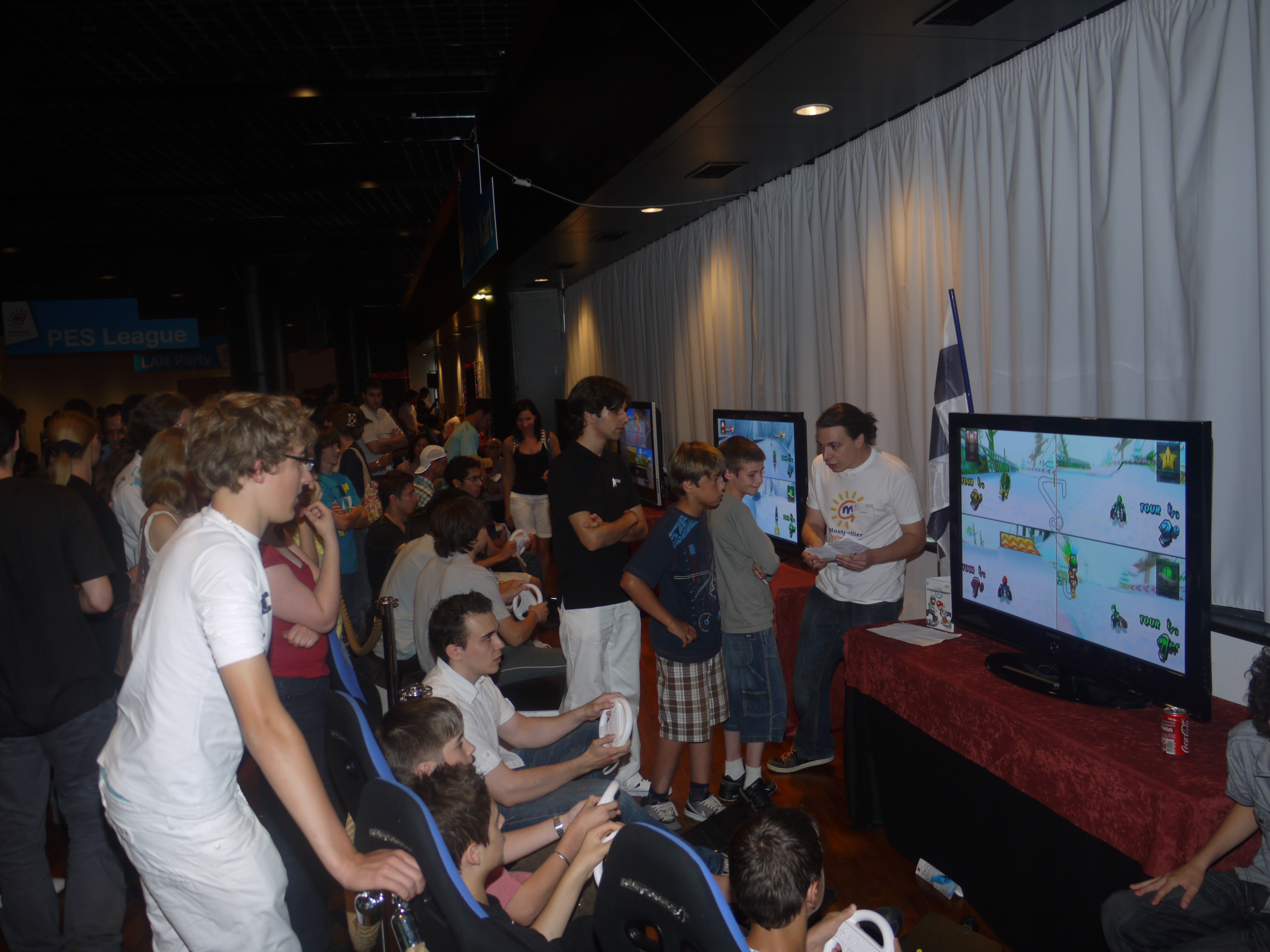
Jugendliche spielen Mario Kart Wii mit WiiWheel-Controllern auf der Messe Montpellier in Game 2010.

Mario Kart Wii ist ein Rennspiel der Mario-Kart-Reihe für die bis in die 2010er Jahre aktuelle Spielkonsole Nintendo Wii. Es wurde von der Nintendo EAD entwickelt und am 11. April 2008 in Deutschland veröffentlicht. Dabei griff Nintendo auf nahezu alle Möglichkeiten der seinerzeit neuen Spielkonsole in Bezug auf Onlinefähigkeit, Steuerung und Kanalsystem zurück.

## Entwicklung
Mario Kart Wii ist nach Mario Kart DS das sechste Spiel der Mario-Kart-Reihe. Als Produzent des Spiels fungierte Hideki Konno, der in der Software-Entwicklungsabteilung von Nintendos Abteilung Entertainment Analysis & Development (EAD) tätig war und zuvor an den ersten beiden Mario-Kart-Spielen sowie an Mario Kart DS gearbeitet hatte. Shigeru Miyamoto fungierte als „General Producer“ und gab diverse Ratschläge zu verschiedenen Aspekten des Spiels.
Funktionen, die in Mario Kart DS aus Zeitgründen gestrichen wurden, wurden in Mario Kart Wii zusammen mit verschiedenen Verbesserungen des Online-Spiels implementiert. Die Entwickler wollten auch vermeiden, dass die Online-Rennen im Laufe der Zeit immer leerer werden. Deshalb wurde das Online-Matchmaking so geändert, dass die Spieler einem Rennen beitreten können, sobald es beendet ist, um am nächsten Rennen teilzunehmen. Das Spiel war das erste in der Serie, das BMX-Motorräder als fahrbare Fahrzeuge enthielt, eine Idee, die Hideki Konno seit Mario Kart: Double Dash!! aus seiner Leidenschaft für Extremsportarten heraus vorgeschlagen hatte, die aber aufgrund des bizarr anmutenden Bildes von Mario auf einem Fahrrad verworfen wurde. Das Spiel war intern kurzzeitig unter dem Namen „Mario Kart X“ bekannt, bevor man sich für den endgültigen Namen entschied, der sich auf das „X“ im Wort „extrem“ bezog.

## Spielmodi

### Einzelspieler
Im Einzelspielermodus spielt der Benutzer gegen bis zu elf computergesteuerte Gegner. Dabei hat er die Wahl zwischen
- Grand-Prix: Hier kann der Spieler in vier verschiedenen Klassen (50 cm³, 100 cm³, 150 cm³ und Spiegel) einen der 8 Cups (Pilz, Blumen, Stern, Spezial, Panzer, Banane, Blatt, Blitz) mit je vier Strecken gegen elf computergesteuerte Gegner fahren. Am Ende der Cups erhält er je nach erreichten Punkten einen Pokal (Bronze, Silber, Gold) und zusätzlich als Bewertung des eigenen Könnens einen Rang.
- Zeitfahren: Hier fährt der Spieler eine Strecke allein und ohne Powerups. Lediglich mit drei Pilzen ausgestattet gilt es die beste Zeit auf einem der 32 Kurse aufzustellen. Unterbietet man die Nintendo-Geisterzeiten um mehrere Sekunden, so werden Expertengeister freigeschaltet.
- Versus-Rennen: ein Rennen genau wie im Grand-Prix-Modus. Allerdings werden hier eine beliebige Anzahl frei wählbarer Strecken gefahren und die Punkte addiert. Das Rennen kann entweder Jeder-gegen-Jeden stattfinden oder als Teamrennen, bei dem sechs Fahrer ein rotes und sechs Fahrer ein blaues Team bilden.
- Im Wettkampfmodus können zwei Spiele gespielt werden:
  - Münzenjäger: Auf der Strecke sind Münzen verteilt, die eingesammelt werden müssen. Das Team mit den meisten Münzen am Ende des Spieles gewinnt. Mit Items können Gegnern Münzen gestohlen werden, mit der Zeit erscheinen neue Münzen.
  - Ballonbalgerei: Jeder Spieler hat drei Ballons und muss mit Items versuchen, die Ballons seiner Gegner zum Platzen zu bringen. Dies geschieht auch, wenn ein Spieler in einen Abgrund stürzt. Nachdem ein Spieler alle Ballons verloren hat, bekommt er Punktabzug und erhält drei neue Ballons. Anders als bei Mario Kart DS kann man Ballons nicht während des Spiels aufblasen. Am Ende siegt das Team, welches die meisten Ballons der Gegner zerstört hat.

Es gibt insgesamt zehn Arenen, auf denen die Kämpfe stattfinden. Fünf davon sind in Mario Kart Wii neu, fünf sind sogenannte Retro-Arenen, kommen also aus älteren Spielen.

### Mehrspieler
Für zwei, drei oder vier Spieler an derselben Konsole bietet Mario Kart Wii die Möglichkeit, entweder im Versus-Rennen oder in einer Wettkampfdisziplin gegeneinander anzutreten.

### Nintendo WFC
Im Onlinemodus des Mario Kart für Wii konnte man alleine oder mit einem zweiten Spieler online spielen. Dabei wurde der zweite Spieler, sofern er teilnahm, als Gast angemeldet. Auch online konnte man Rennen oder Wettkämpfe spielen, wobei die Leistung des Spielers durch ein Punktesystem gemessen wurde. Eine Zahl von 0 bis 9999 Punkten gab das Können des Spielers an und man stieg am Anfang mit 5000 Punkten ein. Für Siege oder gute Plätze erhielt der Benutzer Punkte und für schlechte Plätze verlor er Punkte, beides variierend je nach dem Rang (bzw. dem Punktestand) der Gegner. Meistens wurden Spieler je nach Punkten in Gruppen eingeteilt. Hatte ein Spieler mit dem Wii-Wheel mehr als 50 % aller Rennen absolviert und 100 Grand-Prix-Rennen bestritten, wurde das Wii-Wheel im Onlinemodus goldfarben. Außerdem wurden Spieler, die im Offlinemodus in jedem einzelnen Grand Prix von 50 cm³ bis Spiegel mindestens den Rang von einem Stern oder höher hatten, mit einem solchen gekennzeichnet. Dasselbe galt für zwei oder drei Sterne in allen Grand-Prix-Rennen und in jeder Hubraumklasse.
Verschiedene Mario-Kart-Besitzer konnten sich über einen Freundescode gegenseitig als Freunde registrieren. Waren Freunde online, so konnte man gemeinsam mit Freunden online spielen.
Alternativ zum Spielen mit Freunden gab es die Möglichkeit, kontinental oder weltweit nach Kontrahenten zu suchen und mit ihnen zu spielen.
Seit dem 20. Mai 2014 ist es offiziell nicht mehr möglich, die Online-Modi zu nutzen. Fans haben jedoch einen eigenen WFC-Server erstellt, der anfangs mittels Homebrew und seit 2021 auch ohne Homebrew genutzt werden kann. Damit können Mario Kart Wii und mehr als 500 andere Wii- und DS-Spiele weiterhin online gespielt werden.

### Mario-Kart-Kanal
Der Mario-Kart-Kanal konnte direkt ins Hauptmenü der Wii integriert werden und ermöglichte hier den Zugriff auf Mario-Kart-Freunde, Geistdaten, Ranglisten und Wettbewerbe, ohne die Disc des Spiels einzulegen. Am 20. Mai 2014 stellte Nintendo den Kanal jedoch ein.

## Steuerung

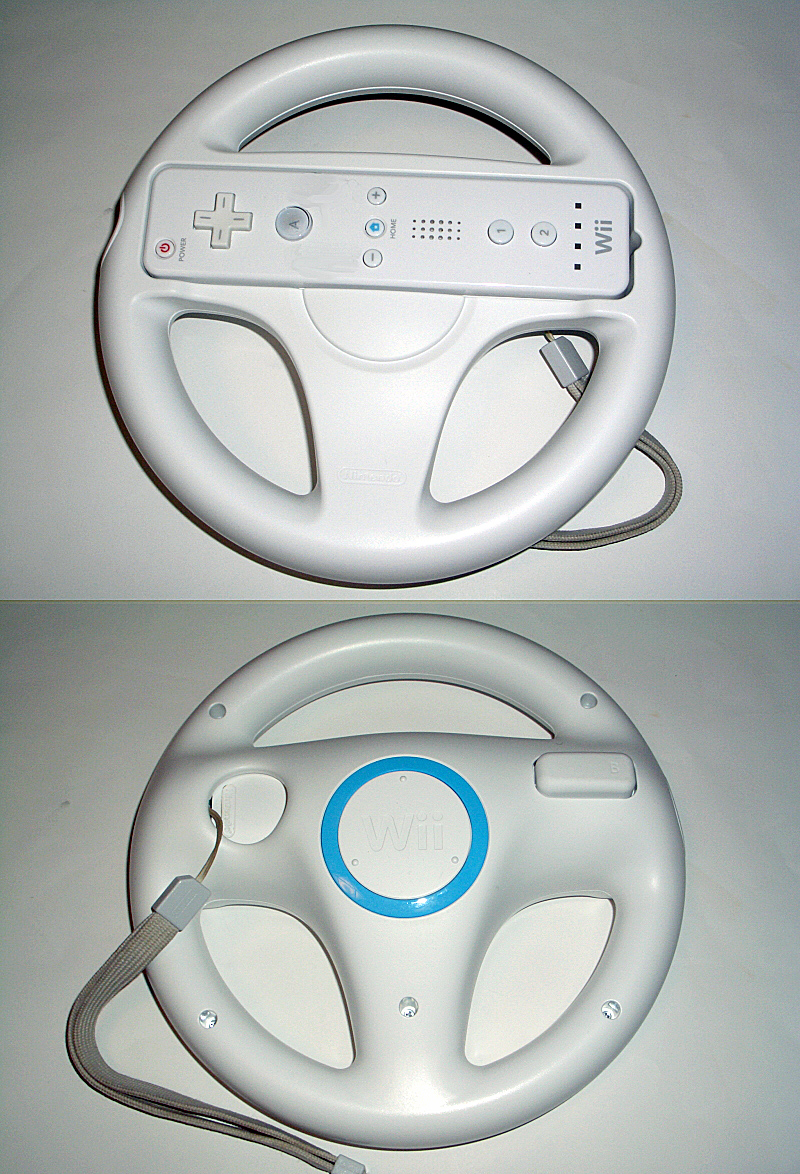
Wii-Wheel mit eingelegter Wii-Fernbedienung

Mario Kart Wii lässt sich auf vier verschiedene Arten steuern:
1. Zusammen mit dem Spiel erhielt der Käufer eine Plastik-Einlegeform für die Wii-Fernbedienung, das Wii-Wheel. Hiermit steuert man ähnlich einem Lenkrad durch Drehen der Fernbedienung, die dazu in das Wii-Wheel gelegt wird. Ein Wii-Wheel (und ähnliche Produkte von Fremdherstellern) gab es auch einzeln zu kaufen. Das Wii-Wheel hat keinerlei eigene Funktionstasten (außer einer mechanischen Verlängerung der B-Taste auf der Unterseite der Fernbedienung) oder sonstige elektronische Funktionen. Somit kann die Fernbedienung auch ohne ein Wii-Wheel verwendet werden, indem sie so bewegt wird, als ob sie die Speiche eines imaginären Lenkrades wäre.
2. Ein angeschlossenes Nunchuk (einer Wii-Konsole beiliegend; konnte auch separat gekauft werden) kann ebenfalls verwendet werden.
3. Auch der Wii Classic Controller und der Wii Classic Controller Pro, die separat erhältlich waren, können für eine Gamepad-übliche Steuerung verwendet werden.
4. Zudem lassen sich auch Nintendo-GameCube-Controller verwenden, welche ebenfalls separat erhältlich waren und üblicherweise nur beim Spielen von Nintendo-GameCube-Spielen benötigt werden.

## Fahrer
Insgesamt stehen 26 Fahrer zur Verfügung. Diese teilen sich in drei Gewichtsklassen auf: Leicht, Mittel und Schwer. Je nach Gewichtsklasse gibt es andere Fahrzeuge bzw. Motorräder für die verschiedenen Fahrer einer Klasse. Zudem wirkt sich die Gewichtsklasse auch auf die Beschleunigung, das Handling sowie die Maximalgeschwindigkeit aus. Manche Fahrer sind nicht von Anfang an verfügbar, sondern müssen freigeschaltet werden. In Mario Kart Wii besteht außerdem die Möglichkeit, mit dem eigenen Mii in zwei verschiedenen Outfits an den Rennen teilzunehmen.
|     | Fahrer              | Klasse           | Freischaltbar durch |
| --- | ------------------- | ---------------- | --- |
| 1.  | Baby Mario          | leicht           | direkt verfügbar |
| 2.  | Koopa               | leicht           | direkt verfügbar |
| 3.  | Baby Peach          | leicht           | direkt verfügbar |
| 4.  | Toad                | leicht           | direkt verfügbar |
| 5.  | Knochentrocken      | leicht           | Erster Platz im 100 cm³ Blatt Cup oder 1050 Rennen fahren |
| 6.  | Baby Daisy          | leicht           | Mindestens einen 1-Sterne-Rang in allen 50 cm³ Wii-Cups oder 1950 Rennen fahren |
| 7.  | Toadette            | leicht           | Alle Kurse im Zeitfahren absolvieren, 3150 Rennen fahren oder 1000 Personen im Online-Modus besiegen |
| 8.  | Baby Luigi          | leicht           | 8 Expertengeister freischalten, 100 Personen im Online-Modus besiegen oder 3150 Rennen fahren |
| 9.  | Mario               | mittel           | direkt verfügbar |
| 10. | Luigi               | mittel           | direkt verfügbar |
| 11. | Peach               | mittel           | direkt verfügbar |
| 12. | Yoshi               | mittel           | direkt verfügbar |
| 13. | Diddy Kong          | mittel           | Erster Platz im 50 cm³ Spezial-Cup oder 450 Rennen fahren |
| 14. | Daisy               | mittel           | Erster Platz im 150 cm³ Spezial-Cup oder 2850 Rennen fahren |
| 15. | Bowser Jr.          | mittel           | Mindestens einen 1-Sterne-Rang in allen klassischen 100 cm³ Cups oder 3450 Rennen fahren |
| 16. | Birdo               | mittel           | Zeitrennen auf 16 unterschiedlichen Strecken fahren, 250 Personen im Online-Modus besiegen oder 1350 Rennen fahren                                                                                       |
| 17. | Mii (Outfit A)      | abhängig vom Mii | Erster Platz im 100 cm³ Spezial-Cup oder 1650 Rennen fahren |
| 18. | Mii (Outfit B)      | abhängig vom Mii | Alle 32 Expertengeister freischalten, 5100 Rennen fahren oder 5000 Personen im Online-Modus besiegen |
| 19. | Wario               | schwer           | direkt verfügbar |
| 20. | Waluigi             | schwer           | direkt verfügbar |
| 21. | Donkey Kong         | schwer           | direkt verfügbar |
| 22. | Bowser              | schwer           | direkt verfügbar |
| 23. | Rosalina (mit Luma) | schwer           | Mit einer Speicherdatei von Super Mario Galaxy auf der Wii: 50 Rennen gewinnen oder 4950 Rennen fahren. Ohne Speicherdatei von Super Mario Galaxy: Mindestens einen 1-Sterne-Rang in allen Spiegel-Cups. |
| 24. | König Buu Huu       | schwer           | Erster Platz im 50-cm³-Sterne-Cup oder 750 Rennen fahren |
| 25. | Knochen-Bowser      | schwer           | Mindestens einen 1-Sterne-Rang in allen neuen 150 cm³ Cups oder 4350 Rennen fahren |
| 26. | Funky Kong          | schwer           | Vier Expertengeister freischalten, 2250 Rennen fahren oder 25 Online-Geistrennen gewinnen |

## Fahrzeuge
Die insgesamt 36 verschiedenen Fahrzeuge unterteilen sich in Karts und erstmals auch in Bikes. Für jede Fahrzeugart gibt es, je nach Gewichtsklasse des gewählten Fahrers, die Unterteilung in Mini, Medi und Maxi. Beim erstmaligen Start des Spiels stehen für den 50-cm³-Cup nur Karts und für den 100-cm³-Cup nur Bikes zur Verfügung.
|     | Fahrzeug       | Klasse    | Freischaltbar durch                                                        |
| --- | -------------- | --------- | -------------------------------------------------------------------------- |
| 1.  | Mini-Kart      | Mini-Kart | direkt verfügbar                                                           |
| 2.  | Baby-Booster   | Mini-Kart | direkt verfügbar                                                           |
| 3.  | Minibiest      | Mini-Kart | direkt verfügbar                                                           |
| 4.  | Bob-Cheap      | Mini-Kart | In allen Retro-Strecken 50cc Sternenrang oder besser                       |
| 5.  | Monztruck      | Mini-Kart | 1 Experten-Geistdatei der Entwickler freischalten                          |
| 6.  | Blue Falcon    | Mini-Kart | In allen Retro-Strecken 50cc Sternenrang oder besser                       |
| 7.  | Mini-Bike      | Mini-Bike | direkt verfügbar                                                           |
| 8.  | Willi-Bike     | Mini-Bike | direkt verfügbar                                                           |
| 9.  | Blitzer        | Mini-Bike | direkt verfügbar                                                           |
| 10. | Quakquak       | Mini-Bike | Goldener Pokal im Stern Cup 150cc                                          |
| 11. | Kameknaller    | Mini-Bike | 8 Runden Zeitfahren fahren                                                 |
| 12. | Jet-A          | Mini-Bike | Goldener Pokal im Blatt Cup Spiegel                                        |
| 13. | Medi-Kart      | Medi-Kart | direkt verfügbar                                                           |
| 14. | Nostalgia 1    | Medi-Kart | direkt verfügbar                                                           |
| 15. | Windschnitte   | Medi-Kart | direkt verfügbar                                                           |
| 16. | Blooper-Bolide | Medi-Kart | Goldener Pokal im Blatt Cup 50cc                                           |
| 17. | Cabriosa       | Medi-Kart | Goldener Pokal im Blatt Cup 150cc                                          |
| 18. | Glory          | Medi-Kart | 24 Experten Geistdaten der Entwickler freischalten                         |
| 19. | Medi-Bike      | Medi-Bike | direkt verfügbar                                                           |
| 20. | Mach-Bike      | Medi-Bike | direkt verfügbar                                                           |
| 21. | Bonbon-Bike    | Medi-Bike | direkt verfügbar                                                           |
| 22. | Rapido         | Medi-Bike | Goldener Pokal im Blitz Cup 100cc                                          |
| 23. | Pistensturm    | Medi-Bike | In allen Wii-Strecken 100cc Sternenrang oder besser                        |
| 24. | Flippster      | Medi-Bike | Goldener Pokal im Stern Cup Spiegel                                        |
| 25. | Maxi-Kart      | Maxi-Kart | direkt verfügbar                                                           |
| 26. | Offroader      | Maxi-Kart | direkt verfügbar                                                           |
| 27. | Feuerschleuder | Maxi-Kart | direkt verfügbar                                                           |
| 28. | Pistenpiranha  | Maxi-Kart | Goldener Pokal im Special Cup 50cc                                         |
| 29. | Sterngleiter   | Maxi-Kart | In allen Retro-Cups 150cc Sternenrang oder besser                          |
| 30. | Turbetto       | Maxi-Kart | Goldener Pokal im Blitz Cup 150cc                                          |
| 31. | Maxi-Bike      | Maxi-Bike | direkt verfügbar                                                           |
| 32. | Bowser-Bike    | Maxi-Bike | direkt verfügbar                                                           |
| 33. | Wario-Bike     | Maxi-Bike | direkt verfügbar                                                           |
| 34. | Schnuppe       | Maxi-Bike | Goldener Pokal im Stern Cup 100cc                                          |
| 35. | Torped         | Maxi-Bike | 12 Experten Geistdaten der Entwickler freischalten oder 3600 Rennen fahren |
| 36. | Phantom        | Maxi-Bike | Goldener Pokal im Spezial Cup Spiegel                                      |

## Powerups (Items)
Auf allen Strecken in Mario Kart Wii befinden sich sogenannte ?-Blöcke. Fährt ein Fahrer durch einen ?-Block, wird dieser zerstört und man erhält ein Item. Damit kann die eigene Situation im Rennen verbessert werden, indem der Einsatz des Items beispielsweise andere Mitspieler ausbremst. Dabei sinkt die Chance auf besonders hilfreiche Powerups, je weiter vorne sich der Spieler befindet. So erhält ein Spieler auf dem 1. Platz zum Beispiel weniger hilfreiche Items als ein Spieler, der sich momentan auf Platz 8 aufhält. Wird ein Spieler von einem Item bedroht, so wird er akustisch und auf dem Monitor darauf aufmerksam gemacht.
|     | Item                | Funktion |
| --- | ------------------- | --- |
| 1.  | Banane              | Eine einzelne Banane, die normalerweise hinter den Spieler auf die Strecke gelegt wird oder nach vorne geworfen werden kann. Rutscht ein Spieler auf der Banane aus, wenn er sie rammt oder darüberfährt, so dreht er sich und wird kurzzeitig etwas langsamer. Bananen können zur Abwehr gegen Panzer genutzt werden, indem man sie mit gedrückter Taste hinter sich her zieht.                                                                                |
| 2.  | drei Bananen        | Ein Set von drei Bananen, das der Spieler nach der Aktivierung hinter sich herzieht. Er kann diese Bananen dann genauso wie eine einzelne Banane einsetzen. |
| 3.  | grüner Panzer       | Der grüne Panzer kann vom Spieler gerade nach vorne oder gerade nach hinten geschossen werden, um andere Spieler zu treffen. An Hindernissen prallt er ab und setzt seinen Weg fort. Ein Treffer mit einem grünen Panzer führt zu einem Überschlag des Spielers und stoppt ihn auf der Stelle. Auch ein grüner Panzer kann defensiv genutzt werden, indem man ihn gegen andere Items schleudert.                                                                |
| 4.  | drei grüne Panzer   | Ein Set von drei grünen Panzern, das nach dem ersten Auslösen um den Spieler kreist und ihn so vor feindlichen Attacken schützt. Die Panzer können nacheinander genauso wie ein einzelner grüner Panzer eingesetzt werden. |
| 5.  | roter Panzer        | Ähnlich dem grünen Panzer, mit dem Vorteil, dass er automatisch auf den Vorausfahrenden zielt. Rote Panzer zerschellen an den Rändern des Spielfeldes und an anderen Objekten. Sie können auch nach hinten geworfen werden, nur haben sie dann eine gerade Bahn und verfolgen keinen. Sie können auch defensiv genutzt werden. |
| 6.  | drei rote Panzer    | Ein Set von drei roten Panzern, das nach dem ersten Auslösen um den Spieler kreist und ihn so vor feindlichen Attacken schützt. Die Panzer können nacheinander genauso wie ein einzelner roter Panzer eingesetzt werden. |
| 7.  | Stachi-Panzer       | Der blaue Stachi-Panzer startet vom Spieler, der ihn auslöst, und fliegt über die gesamte Strecke hin zum ersten Spieler, in den er dann ähnlich einer Bombe einschlägt. Schutz vor dem blauen Panzer bieten ein aktivierter Stern, Maxi-Pilz oder Kugelwilli sowie die Beschleunigung durch einen Pilz. Auch die Kanone bietet Schutz. Der blaue Panzer fliegt auch durch Kanonen.                                                                             |
| 8.  | Turbo-Pilz          | Der einfache Turbo-Pilz verleiht beim Auslösen seinem Benutzer einen kurzen Turboschub. |
| 9.  | Drei Turbo-Pilze    | Ähnlich dem normalen Turbo-Pilz können hier drei einzelne Pilze eingesetzt werden. |
| 10. | Goldener Turbo-Pilz | Der goldene Turbo-Pilz erlaubt beliebig viele Turboschübe wie bei einem normalen Pilz in einem gewissen Zeitraum. |
| 11. | Maxi-Pilz           | Der Maxi-Pilz (stammt aus New Super Mario Bros.) lässt den Fahrer für 7,5 Sekunden besonders groß werden, wodurch er einen leichten Geschwindigkeitsvorteil bekommt und die anderen Fahrer platt fahren kann, so dass diese eine Zeit lang wesentlich langsamer sind. Außerdem entfällt der Geschwindigkeitsmalus im Gelände abseits der Piste. |
| 12. | POW-Block           | Der POW-Block wirkt auf alle Fahrer, die sich vor dem auslösenden Fahrer befinden. Bei ihnen erscheint dreimal hintereinander das Symbol POW, bevor sie einen Dreher machen und alle Items verlieren, es sei denn, sie befinden sich zum Zeitpunkt des dritten Auftauchens in der Luft. Auf dem Boden kann man die Sprung- bzw. Wheelie-Technik während des dritten Auftauchens anwenden und schützt sich so vor dem Dreher, verliert aber trotzdem alle Items. |
| 13. | Wolkenblitz         | Die Gewitterwolke wird sofort ausgelöst und bildet eine Blitzwolke über dem Spieler. Für kurze Zeit wird der Spieler dadurch schneller. Er muss allerdings versuchen, die Wolke durch Anrempeln eines Gegners abzugeben, da nach 10 Sekunden ein Blitz aus der Wolke einschlägt und den Spieler für 10 Sekunden schrumpfen lässt, ähnlich einem Blitz. |
| 14. | Blitz               | Alle Gegner werden einmal durch eine Drehung gebremst, verlieren alle Items und werden geschrumpft, wodurch sie langsamer werden. |
| 15. | Kugelwilli          | Der Kugelwilli verwandelt den Spieler für kurze Zeit in eine lebende Kanonenkugel, die der Strecke automatisch folgt und ihn mit großer Geschwindigkeit nach vorne trägt. Ein so verwandelter Spieler ist durch nichts aufzuhalten und trifft alles, was im Weg ist. |
| 16. | Blooper             | Der Tintenfisch Blooper sorgt dafür, dass Tintenkleckse auf den Monitoren aller vorausfahrenden Spielern oder den Spielern des gegnerischen Teams erscheinen und damit deren Sicht auf die Strecke behindern. Computergegner werden verlangsamt. |
| 17. | Schwindel-Box       | Die Schwindel-Box („Fakebox“) ähnelt den Fragezeichenblöcken, explodiert aber bei Berührung und sorgt für einen Überschlag wie bei einem Panzertreffer. Man kann es zwar hinter sich herziehen, aber keine Panzer damit abwehren. Er hat immer die Farbe des Teams, das ihn abgeworfen hat, im normalen Rennen ist er immer Rot. |
| 18. | Stern               | Der Stern macht den Spieler für 7,5 Sekunden unverwundbar und schneller. Dabei rammt er alle Gegner in seinem Weg. Er kann dann nur von einem Kugelwilli getroffen werden. Außerdem entfällt der Geschwindigkeitsmalus im Gelände abseits der Piste. |
| 19. | Bob-Omb             | Eine Bombe, die man beliebig werfen kann. Nach kurzer Zeit explodiert sie und trifft alle Fahrer in der Umgebung. |

## Strecken
Insgesamt gibt es in Mario Kart Wii 32 Rennstrecken. Wie für viele Serienteile der Reihe typisch gibt es 16 neu entwickelte Strecken sowie 16 Strecken aus vergangenen Teilen der Mario-Kart-Serie, welche grafisch überarbeitet wurden. Alle 32 Strecken werden hierbei in 8 Cups unterteilt, die im Einzelspielermodus zu bewältigen sind. Wie in früheren Spielen der Reihe erhält der Erst-, Zweit- und Drittplatzierte einen Gold-, Silber- bzw. Bronzepokal. Jeder Cup kann hierbei in vier Modi gefahren werden: 50 cm³, 100 cm³, 150 cm³ oder im Spiegelmodus. Für jede dieser Schwierigkeitsstufen wird der beste erzielte Pokal gespeichert und für entsprechend verdiente Pokale können zusätzliche Charaktere oder Fahrzeuge freigeschaltet werden.

|     | Name der Strecke     | Cup         | Retrostrecke? | Schwierigkeitsgrad |
| --- | -------------------- | ----------- | ------------- | ------------------ |
| 1.  | Luigis Piste         | Pilz-Cup    | Nein          | leicht             |
| 2.  | Kuhmuh-Weide         | Pilz-Cup    | Nein          | mittel             |
| 3.  | Pilz-Schlucht        | Pilz-Cup    | Nein          | mittel             |
| 4.  | Toads Fabrik         | Pilz-Cup    | Nein          | mittel             |
| 5.  | Marios Piste         | Blumen-Cup  | Nein          | leicht             |
| 6.  | Kokos-Promenade      | Blumen-Cup  | Nein          | mittel             |
| 7.  | DK Skikane           | Blumen-Cup  | Nein          | mittel             |
| 8.  | Warios Goldmine      | Blumen-Cup  | Nein          | mittel             |
| 9.  | Daisys Piste         | Stern-Cup   | Nein          | mittel             |
| 10. | Koopa-Kap            | Stern-Cup   | Nein          | mittel             |
| 11. | Blätterwald          | Stern-Cup   | Nein          | mittel             |
| 12. | Vulkangrollen        | Stern-Cup   | Nein          | mittel             |
| 13. | Staubtrockene Ruinen | Spezial-Cup | Nein          | mittel             |
| 14. | Mondblickstraße      | Spezial-Cup | Nein          | schwer             |
| 15. | Bowsers Festung      | Spezial-Cup | Nein          | schwer             |
| 16. | Regenbogen-Boulevard | Spezial-Cup | Nein          | schwer             |
| 17. | Peach Beach          | Panzer-Cup  | Ja, vom NGC   | leicht             |
| 18. | Yoshi-Kaskaden       | Panzer-Cup  | Ja, vom DS    | leicht             |
| 19. | Geistertal 2         | Panzer-Cup  | Ja, von SNES  | mittel             |
| 20. | Marios Rennpiste     | Panzer-Cup  | Ja, vom N64   | leicht             |
| 21. | Sorbet-Land          | Bananen-Cup | Ja, vom N64   | mittel             |
| 22. | Shy-Guy-Strand       | Bananen-Cup | Ja, vom GBA   | mittel             |
| 23. | Piazzale Delfino     | Bananen-Cup | Ja, vom DS    | mittel             |
| 24. | Waluigi-Arena        | Bananen-Cup | Ja, vom NGC   | mittel             |
| 25. | Glühheiße Wüste      | Blatt-Cup   | Ja, vom DS    | mittel             |
| 26. | Bowsers Festung 3    | Blatt-Cup   | Ja, vom GBA   | schwer             |
| 27. | DKs Dschungelpark    | Blatt-Cup   | Ja, vom N64   | schwer             |
| 28. | Marios Piste         | Blatt-Cup   | Ja, vom NGC   | mittel             |
| 29. | Marios Piste 3       | Blitz-Cup   | Ja, vom SNES  | schwer             |
| 30. | Peachs Schlossgarten | Blitz-Cup   | Ja, vom DS    | mittel             |
| 31. | DK Bergland          | Blitz-Cup   | Ja, vom NGC   | schwer             |
| 32. | Bowsers Festung      | Blitz-Cup   | Ja, vom N64   | schwer             |

## Rangsystem
Neben den Pokalen gibt es bei Mario Kart für Wii ein Rangsystem, bei dem dem Spieler ein gewisser Grad an Können zugeordnet wird. Mögliche Einordnungen sind (aufsteigend): E, D, C, B und A sowie die Ränge 1 Stern, 2 Sterne und 3 Sterne. Erhält ein Spieler durchgehend in allen Cups einen gewissen Sternenrang, so wird dieser im Onlinemodus den anderen Spielern angezeigt.
Die Berechnung des Ranges erfolgt anhand der erhaltenen Siegpunkte (0-60) und anhand der gefahrenen Zeit pro Kurs.
Die Mindestzeiten für einen 2- bzw. 3-Sterne-Rang nennt Nintendo nicht öffentlich im Spiel, sodass sie sich nur durch Ausprobieren herausfinden lassen.

## Rezeption
Mario Kart Wii erhielt international gute Wertungen. Die Rezensionsdatenbank Metacritic aggregiert beispielsweise 73 Rezensionen zu einem Gesamtwert von 82.
Fabian Walden von Eurogamer sowie Dennis Meppiel von Ntower loben den Onlinemodus, welcher gemeinsame Rennen von bis zu 12 Spielern erlaubt und ohne Ruckler auch mit zufälligen Mitspielern problemfrei funktioniert. Konträr postuliert Paul Kautz von 4Players, dass der Onlinemodus im Vergleich zu anderen Spielen speziell durch den Chat sowie das Freundesystem veraltet sei. Laut Kautz nutzte Nintendo in Mario Kart Wii bereits die maximalen Möglichkeiten der Wii, wobei diese im Vergleich zu anderen Konsolen deutlich weniger Möglichkeiten für einen Onlinemodus biete. Weiterhin loben Eurogamer sowie Gamezone die Möglichkeit Rundenrekorde herunterzuladen und gegen diese zu fahren.
Laut MAN!AC sowie Ntower sei die Grafik eher zweckmäßig und keine große Verbesserung im Vergleich zu Mario Kart: Double Dash!!. Andreas Keser von Gamezone erklärt allerdings, dass die einzelnen Strecken trotzdem eine hohe Detailtiefe, beispielsweise durch Leuchtreklamen, wippende Bäume, wehende Wäscheleinen, jubelnde Zuschauer oder umherschwirrenden Vögeln besitzen.

„Fulminanter Spaßraser mit 32 Strecken: perfekt für junge wie alte Mehrspieler-Fans und jetzt erstmals mit Online-Modus.“

„Wenn man etwas bei Mario Kart Wii kritisieren möchte, dann ist es die etwas gedämpfte Motivation bei den Einzelspieler-Rennen. Es können noch so viele Strecken und Modi zur Verfügung stehen, gegen menschliche Gegner – egal ob nun im Splitscreen oder im Online-Modus – macht’s einfach doppelt so viel Spaß.“

### Verkaufszahlen
Laut Nintendo wurden 37,38 Millionen Exemplare des Spiels Mario Kart Wii verkauft. Damit ist das Spiel, welches sich am zweithäufigsten auf der Wii verkauft hat.